# Nominoe
Nominoe o Nominoë (~800 -7 de març del 851 prop de Vendôme) fou el primer rei de Bretanya del 845 al 851 i abans comte de Vannes (819) i missus i duc (831). Protegit del rei dels francs Lluís el Pietós, el 831 el va posar en el poder a Bretanya que havia exercit com a darrer cap Gwiomarc'h (Wiomarc). És considerat el pare de la pàtria bretona («Tad ar Vro») títol que li va donar l'historiador Artur Lemoyne de La Borderie al segle xix.

## Biografia
Va néixer vers l'any 800, i no hi ha dubte que era bretó; es creu que era originari del comtat de Poher. Nominoe fou comte de Vannes a partir del juliol del 819; no se sap res de la seva participació en la revolta del 822-825 i es suposa que fou lleial als francs; el 831 fou nomenat missus imperatoris i ducatus ipsius gentis dels bretons per Lluís el Pietós. Va romandre lleial als francs fins a la mort de Lluís el 840; llavors va donar d'antuvi suport a Carles el Calb però va aprofitar les lluites dinàstiques dels carolingis per a revoltar-se obertament i independitzar-se. Es va aliar a Lambert II de Nantes, fill de l'anterior comte de Nantes Lambert I, privat del comtat el 831 per Lluís; Lambert II no tenia confirmació del comtat per part de Carles el Calb.
El 843 va vèncer a les tropes franques a Messac i el 845 a Ballon, i va ocupar Roazhon, Naoned i Vannes, tot el territori de l'antiga Marca Bretona, i en les seves incursions arribaria fins i tot a Anjou i el Vendomès. Lambert II de Nantes li donava suport i havia derrotat i matat el 844 a Bernat II de Poitiers i a Arveu o Hervé comte d'Herbauges, fill i successor de Renald de Nantes, fins que a finals del 845 es va sotmetre al rei Carles que li va reconèixer el comtat de Nantes que ja havia ocupat.
Carles va haver de reconèixer tanmateix (maig del 846) l'autoritat de Nominoe sobre tota la Bretanya després de la batalla de Ballon La Bretanya esdevenia regne independent i no hauria de pagar més tributs al rei de França. El papa Lleó IV, en conseqüència, va autoritzar a Nominoe a portar la corona d'or, i es va fer consagrar per l'arquebisbe de Dol.
El 849 es va apoderar d'Angers i terres veïnes. A causa de la defecció de Lambert II de Nantes, va envair llavors Nantes i Rennes el 850, i va llençar incursions contra el Bessin i el comtat del Maine fins que Carles el Calb cedí la marca de Bretanya a Nominoe en 851 pel tractat d'Angers,

## Mort
Nominoe va morir sobtadament al curs d'una expedició contra el comtat de Chartres prop de Vendôme, el 7 de març del 851 després d'haver conquerit el comtat del Maine i el comtat d'Anjou. Fou enterrat a l'abadia de Saint-Sauveur de Redon. El seu fill Erispoe el va succeir.
Contràriament a la creença general i encara que tenia totes les prerrogatives d'un rei, mai va agafar formalment el títol reial (no obstant el cronista medieval Reginó de Prüm li dona aquest títol). Al cartulari de Redon és qualificat erròniament com a duc dels Bretons, com a duc a Bretanya, com a duc de tota la Bretanya, com a príncep de Bretanya i com a príncep de tota la Bretanya. Fou el seu fill i successor Erispoe qui fou reconegut formalment com a rei per Carles el Calb després de la batalla de Jengland, que va consolidar el regne de Bretanya.

## Orígens
Pierre-Hyacinthe Morice de Beaubois (Dom Morice), amb el suport d'una vita del rei Judicael escrita el segle xi pel monjo Ingomar en la que diu que tots els prínceps que van regnar a Bretanya després de Judicael eren originaris de la soca d'aquest rei, suposa que Nominoe era « fill d'Erispoe comte de Rennes, i de la nissaga dels antics reis de Bretanya». A vegades és esmentat com príncep dels venetis, però això es deuria a la seva funció com a comte de Vannes i més aviat es suposa que era originari de Poher, de la regió de Carhaix. Altres situen els seus orígens a Dinan o rodalia, sens dubte pels dons generosos que va fer als monjos de Léon, prop de Dinan. Entre els francs, Reginó de Prüm diu que Nominoë era fill d'un camperol enriquit per la descoberta d'un tresor, indicacions represes pels francs del Comtat d'Anjou de la família de Folc (Plantagenet), hipòtesi totalment fantasiosa. Renac fou el seu lloc de residència preferit, i aquest lloc ha estat situat sens dubte en el territori de Vannes, però això havia de ser natural en un comte de Vannes, però era proper als límits de la ciutat de Redon (que agafava el nom de l'antic poble dels redons o "redones" just al costat del lloc anomenat Roton després Redon» on Conwoïon va fer construir el 832 una abadia mercès al suport actiu de Nominoe. Se sap que Lambert II tenia Nantes però no se sap segur si Nominoe dominava Rennes (el 850 van atacar Rennes i Nantes). Les residències de Nominoe a Craon i a Renac no eren tan llunyanes amb un bon cavall.

## Política religiosa
Durant el seu govern s'escriví la Gesta Sanctorum Rotoniensum, on es glossaven la vida i miracles dels set sants fundadors de Bretanya. També instal·là el 848 la nova seu episcopal a Dol, separada de la de Tours, i n'expulsà el bisbe Susannus i a tots els capellans francs, que foren substituïts per bisbes i capellans bretons, de manera que també consumà la independència eclesiàstica. Nogensmenys, comptà amb l'oposició del bisbe Astard de Naoned, qui convocaria contra ell el Concili de Tours i es va veure obligat a contenir alguna de les mesures que va prendre sota pena d'excomunió. Però tot i així, el 836 va convocar un concili de bisbes bretons a Rosdunum i fou reconegut finalment pel papa Lleó IV com a Rex Britannorum.

## Títols
- Missus imperatoris de Lluís el Pietós
- Ducatus ipsius gentis dels bretons a partir del 831
- Nominoe magistro in Britanniam
- Nominoe possidente Brittanniam
- Gubernante Nominoe totam Brittanniam
- Nominoe principe in Brittannia
- Regnante Nominoe in Brittannia
- Nominoe duce in Britannia
- Nomenoius dux
- Nominoius princeps
- Nomenogius Britto Comes Venetice civitatis (comte de Vannes)
- Princeps Venetice civitatis (Príncep de la ciutat de Vannes)